# Grong (plaats)
Grong is een plaats in de Noorse gemeente Grong, provincie Trøndelag. Grong telt 1022 inwoners (2007) en heeft een oppervlakte van 1,41 km². Het dorp heeft een station aan Nordlandsbanen de spoorlijn tussen Trondheim en Bodø.